# Actes de capitulation du Troisième Reich

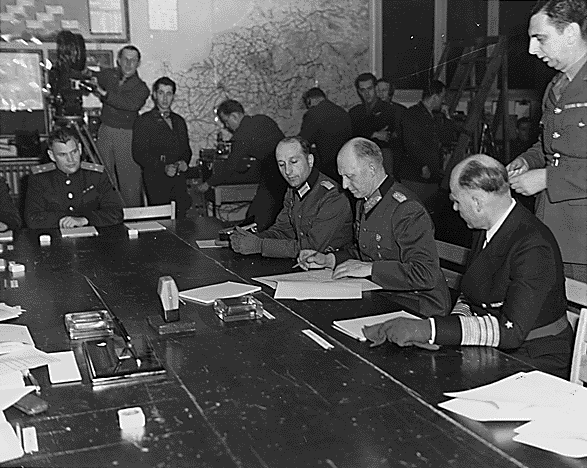
Le Generaloberst Alfred Jodl signant les documents de la capitulation à Reims le 7 mai 1945, pour le Haut Commandement de la Wehrmacht. À sa droite, le Major Wilhelm Oxenius, interprète pour Jodl ; à sa gauche de profil arrière, le Generaladmiral von Friedeburg, commandant en chef de la Kriegsmarine ; derrière lui supervisant les signatures, le Major General Kenneth Strong, du SHAEF ; au fond de face, le colonel Ivan Zenkov, aide de camp, Union soviétique.

Les actes de capitulation du Troisième Reich désignent deux actes de reddition militaire qui constituent le fondement légal de la capitulation du Troisième Reich  par lequel le Haut Commandement des forces armées allemandes s'est rendu, successivement aux hauts commandements suprêmes des forces expéditionnaires alliées en Europe puis de l'Union soviétique. 
Fixée dans son principe lors de la conférence de Casablanca, qui eut lieu du 14 au 24 janvier 1943 au Maroc, la première capitulation a été signée à Reims le 7 mai 1945 à 2 h 41, et entre en vigueur le lendemain. C'est elle qui est fêtée en France le 8 mai 1945.
La seconde est signée à Berlin le 8 mai 1945 à 22 h 43, heure de Berlin, soit le 9 mai 1945 à 0 h 43 et entre en vigueur le lendemain. C'est elle qui est fêtée en Union soviétique depuis 1965 par la Commémoration du 9 mai, de même qu'en Israël depuis 2017.

## Première capitulation

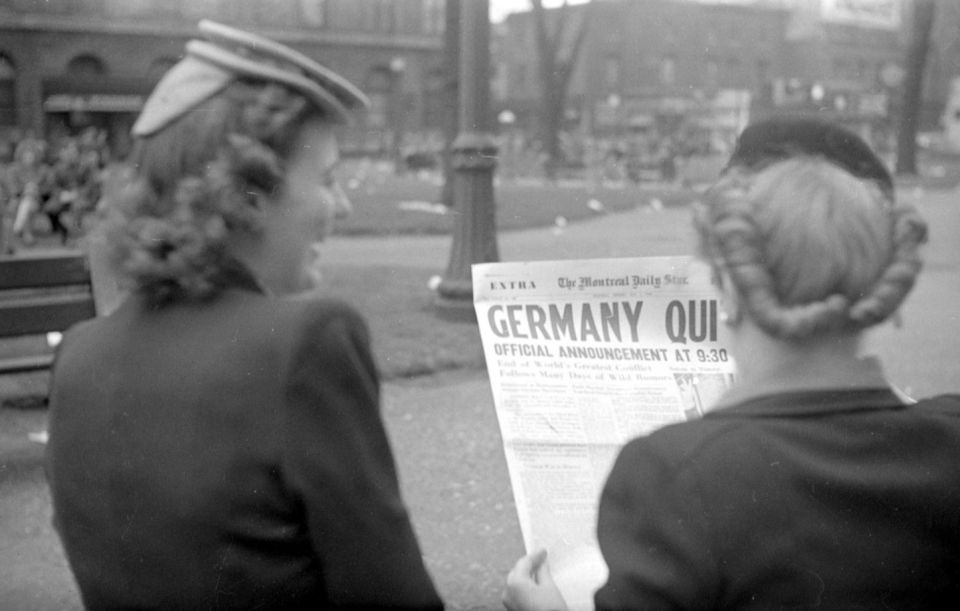
Deux jeunes femmes lisant la une du Montreal Daily Star annonçant la capitulation allemande et la fin imminente de la Seconde Guerre mondiale en Europe, 7 mai 1945.

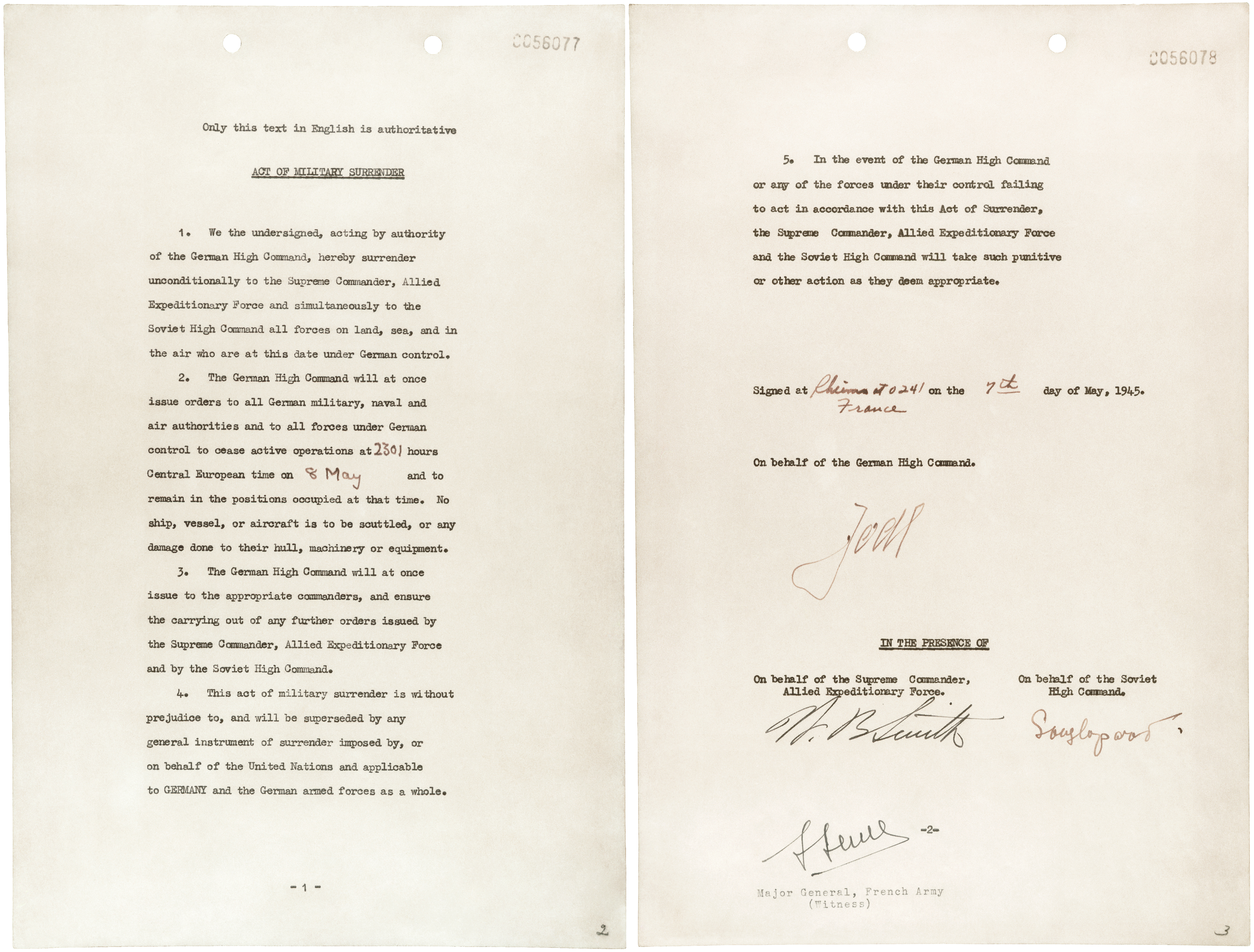
Les deux pages de l’acte de capitulation allemand, signé à Reims le 7 mai 1945 par le Generaloberst Jodl et visé par les représentants alliés sur place.

La délégation allemande est composée du Generaloberst Alfred Jodl, du Generaladmiral von Friedeburg et du Major Wilhelm Oxenius. Le 7 mai 1945 à 2 h 41, dans une salle du « collège technique et moderne » de Reims (l'actuel lycée Franklin-Roosevelt) qui était alors occupée par l'état-major du général Eisenhower, est signée la reddition sans condition des forces armées allemandes par Jodl, au nom du Haut Commandement et en tant que représentant du nouveau président, successeur d'Adolf Hitler, le Großadmiral Karl Dönitz.
Le document, rédigé en quatre langues (anglais, français, russe et allemand), est signé pour le Supreme Headquarters Allied Expeditionary Force, par le général Walter B. Smith, chef d’état-major du général Eisenhower qui signe au nom des Alliés occidentaux et par le général Ivan Sousloparov, alors qu'il n'avait pas reçu la réponse de Moscou et l'accord de sa hiérarchie pour accepter la capitulation allemande. Le général français François Sevez est invité à le contresigner comme témoin en tant que chef d'état-major du général de Gaulle. Le texte en anglais était le seul texte faisant autorité.
Les seules paroles d'Eisenhower à Jodl furent : « Vous serez tenu personnellement et entièrement responsable de la façon dont seront observées les conditions de la capitulation. »
L'étendue des pouvoirs dont est investi le général Sousloparov n'est pas vraiment claire et il ne dispose d'aucun moyen de contacter rapidement le Kremlin. Il prend néanmoins le risque de signer pour la partie soviétique. Il fait noter cependant que le document pourrait être remplacé dans le futur par une nouvelle version (voir l'article 4). Staline se révèle très mécontent de la tournure de l'événement. Il exige que la capitulation allemande ne puisse être acceptée qu'en présence d'un représentant du Haut Commandement des forces de l'Union soviétique (Ставка Верховного главнокомандования (ru)) et il insiste pour que le protocole de Reims ne soit considéré que comme un préliminaire à la cérémonie officielle qui se tiendrait à Berlin en présence du maréchal Joukov.

### Texte de l'acte de capitulation du 7 mai 1945 à Reims
(traduction française)
Seul le texte en anglais fait autorité
1. Nous soussignés, agissant au nom du Haut Commandement allemand, déclarons par la présente que nous offrons la reddition sans condition au Commandant suprême des Forces expéditionnaires alliées et, simultanément au Haut Commandement soviétique, de toutes les forces de terre, de mer et de l'air qui sont à cette date sous contrôle allemand.
2. Le Haut Commandement allemand transmettra immédiatement à toutes les autorités militaires navales et aériennes allemandes et à toutes les autorités militaires sous contrôle allemand, l'ordre de cesser de prendre part aux opérations actives à 23 h 1 heure d'Europe centrale le 8 mai et de rester sur les positions qu'elles occuperont à ce moment. Aucun bateau, navire ou aéronef ne sera sabordé et aucun dégât ne sera fait à leur coque, à leurs machines ou à leur équipement.
3. Le Haut Commandement allemand adressera immédiatement aux commandants des forces intéressées tous les ordres donnés par le Commandant suprême des Forces expéditionnaires alliées et par le Haut Commandement soviétique, et s'assurera de leur exécution.
4. Cet acte de reddition militaire ne préjuge pas de l'avenir et sera remplacé par tout autre instrument général de reddition qui sera imposé par ou au nom des Nations unies et applicable à l'ALLEMAGNE et aux forces armées allemandes dans leur ensemble.
5. Dans le cas où le Haut Commandement allemand ou certaines forces sous son contrôle manqueraient d'agir conformément à cet acte de reddition, le Commandant suprême des Forces expéditionnaires alliées et le Haut Commandement soviétique prendront toutes actions punitives ou autres qu'ils jugeront appropriées.
Signé à Reims France à 2 heures 41, le 7 mai 1945.
Au nom du Haut Commandement allemand.
Signature du général Jodl
Au nom du Commandant suprême des Forces expéditionnaires alliées
Signature du général Bedell-Smith
Au nom du Haut Commandement soviétique, 
Signature du général Sousloparov
Général, Armée française (Témoin)
Signature du général Sevez

## Seconde capitulation

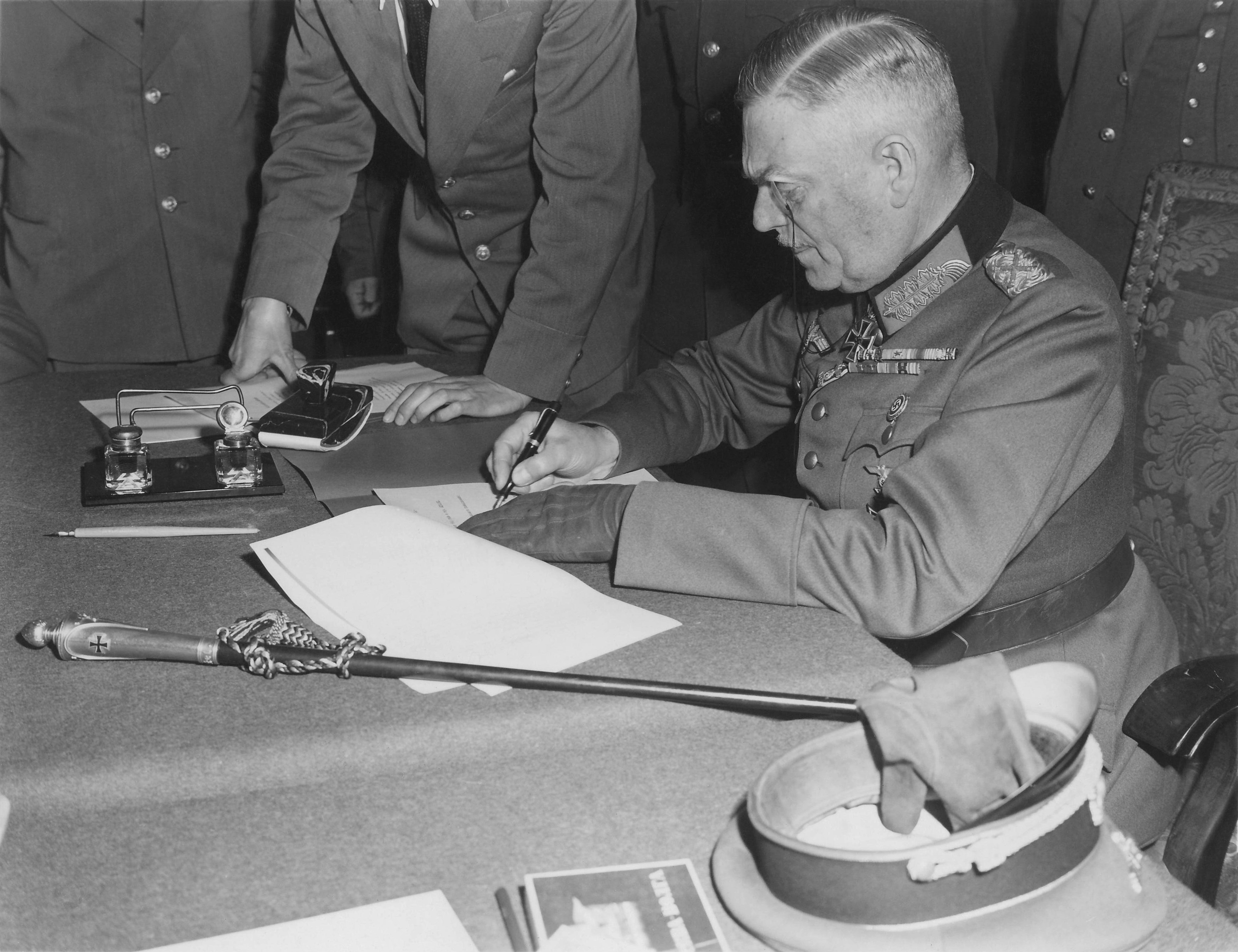
Le Generalfeldmarschall Wilhelm Keitel signe la capitulation de l’Allemagne à Berlin le 8 mai 1945.

Le 8 mai 1945 à 22 h 43, la seconde capitulation allemande est signée à Karlshorst, en banlieue sud-est de Berlin, dans une villa devenue depuis le musée germano-russe. Les représentants de l'URSS, de la Grande-Bretagne, de la France et des États-Unis sont présents. Après l’ouverture de la cérémonie par le maréchal Joukov, les représentants du Haut Commandement allemand, emmenés par le Generalfeldmarschall Keitel, sont invités à signer l'acte de capitulation entrant en vigueur le 8 mai à 23 h 1, heure d'Europe centrale, soit le 9 mai à 1 h 1 à l’heure de Moscou : ceci explique pourquoi la victoire est célébrée le 9 mai, au lieu du 8, dans les pays de l'ex-URSS, notamment en Russie.

### Texte de l'acte de capitulation du 8 mai 1945 à Berlin

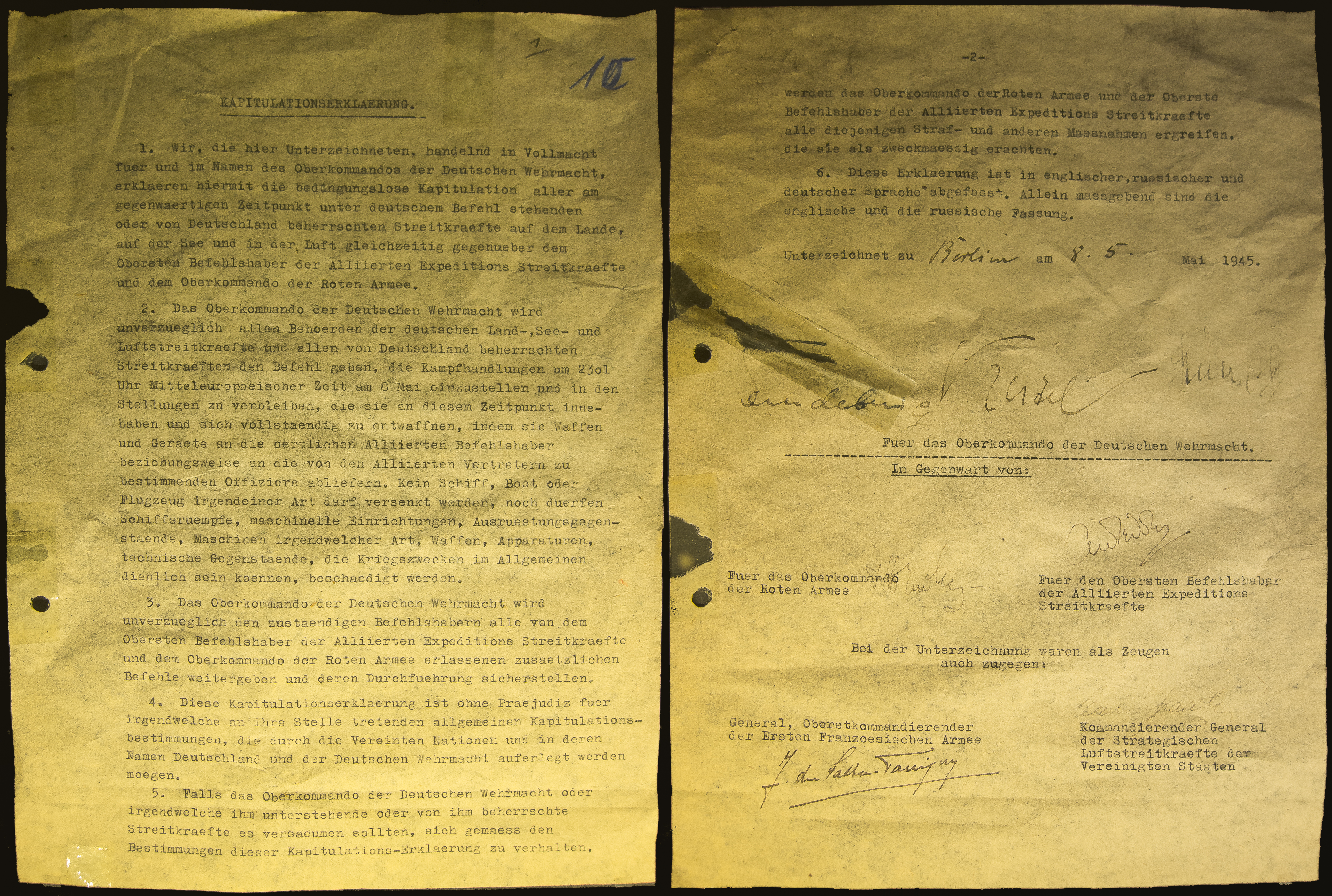
Document original en allemand de la capitulation signée à Berlin, dans la soirée du 8 mai 1945.

(traduction en français à partir du texte original en anglais)
1. Nous, soussignés, agissant au nom du Haut Commandement allemand, déclarons par la présente que nous présentons la reddition sans condition, au commandant en chef de la Force expéditionnaire alliée et simultanément au Haut Commandement suprême de l'Armée rouge, de toutes les forces terrestres, navales et aériennes qui sont à ce jour sous contrôle allemand.
2. Le Haut Commandement allemand transmettra immédiatement l'ordre, à toutes les autorités militaires terrestres, navales et aériennes allemandes et à toutes les forces sous contrôle allemand, de cesser leurs actions de combat à 23 h 1 de l’Europe centrale le 8 mai, de rester sur les positions qu'elles occupaient à ce moment et de se désarmer complètement, remettant leurs armes et équipements aux commandants alliés ou aux officiers locaux désignés par les représentants des commandements suprêmes alliés. Aucun bateau, navire ou avion ne doit être sabordé, ou aucun dommage ne doit être fait à leur coque, machines ou équipement, ainsi qu'aux machines de toutes sortes, aux armements, appareils et à tous les moyens techniques permettant la poursuite de la guerre en général.
3. Le Haut Commandement allemand transmettra immédiatement aux commandants concernés tous nouveaux ordres publiés par le commandant en chef de la Force expéditionnaire alliée et par le Commandement suprême de l'Armée rouge, et il s'assurera de leur bonne exécution.
4. Cet acte de reddition militaire ne tient pas compte de tout éventuel nouvel acte de reddition général imposé par les Nations unies ou en leur nom et applicable à l'ALLEMAGNE et aux forces armées allemandes dans leur ensemble, lequel nouvel acte remplacera le précédent.
5. Si le Haut Commandement allemand ou toute force sous son contrôle n’agissaient pas selon les termes de cet acte de reddition, le commandant en chef de la Force Expéditionnaire Alliée et le Haut Commandement suprême de l'Armée rouge exerceraient toutes actions punitives ou autres comme ils le jugeraient opportun.
6. Le présent acte est établi en anglais, russe et allemand. Seuls les textes anglais et russe font foi.
Signé à Berlin, le 8 mai 1945.
Keitel
von Friedeburg
Stumpff
Pour le Haut Commandement allemand
Air chief marshall A. W. Tedder
Au nom du commandant en chef de la Force expéditionnaire alliée
G. Joukov
Au nom du Haut Commandement suprême de l'Armée rouge
À la signature étaient également présents comme témoins :
J. de Lattre de Tassigny,
Général commandant en chef de la 1re armée française
Carl Spaatz
Général, commandant des Forces stratégiques aériennes des États-Unis.

Document original en anglais de la capitulation allemande signée à Berlin.
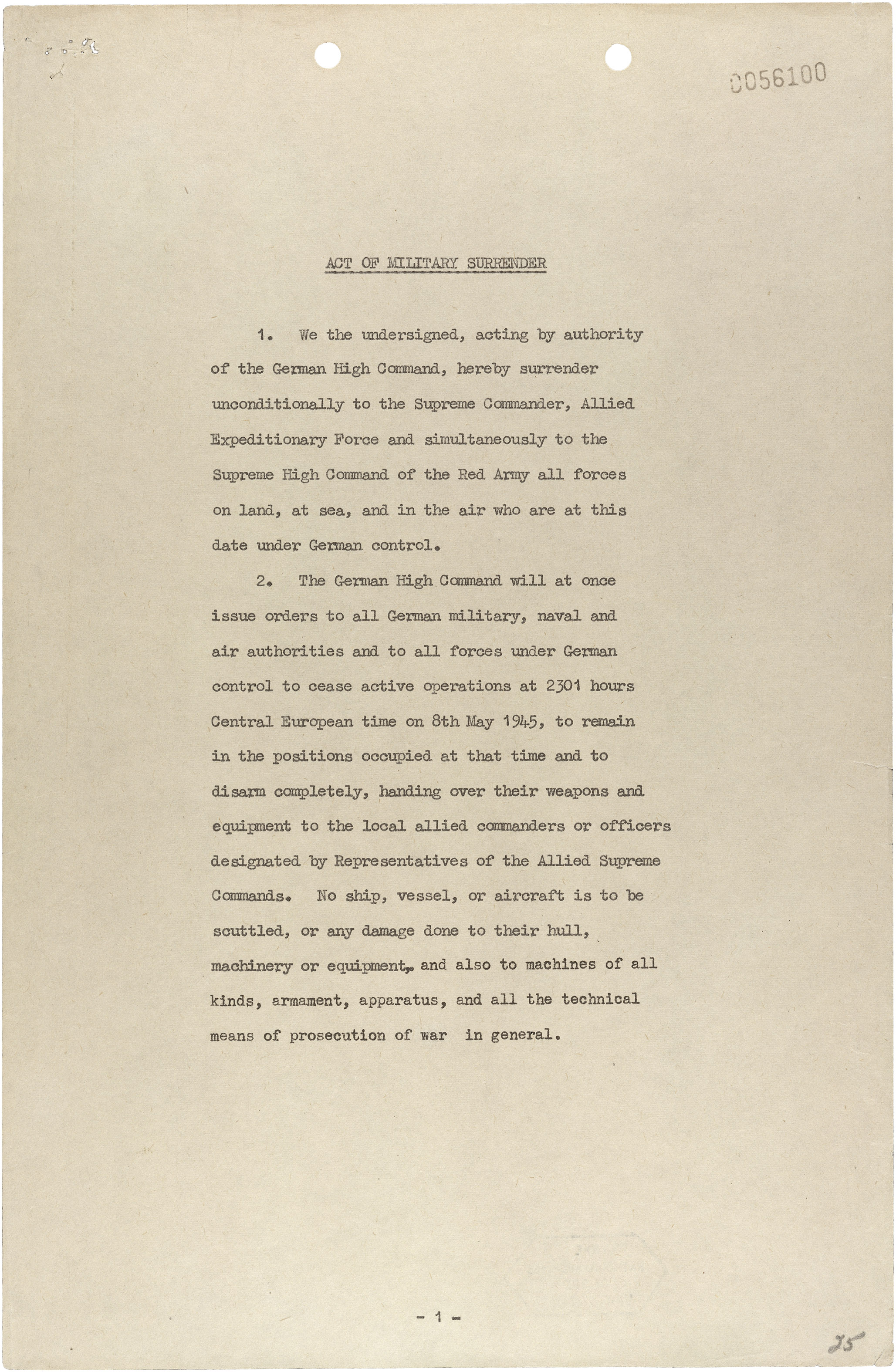
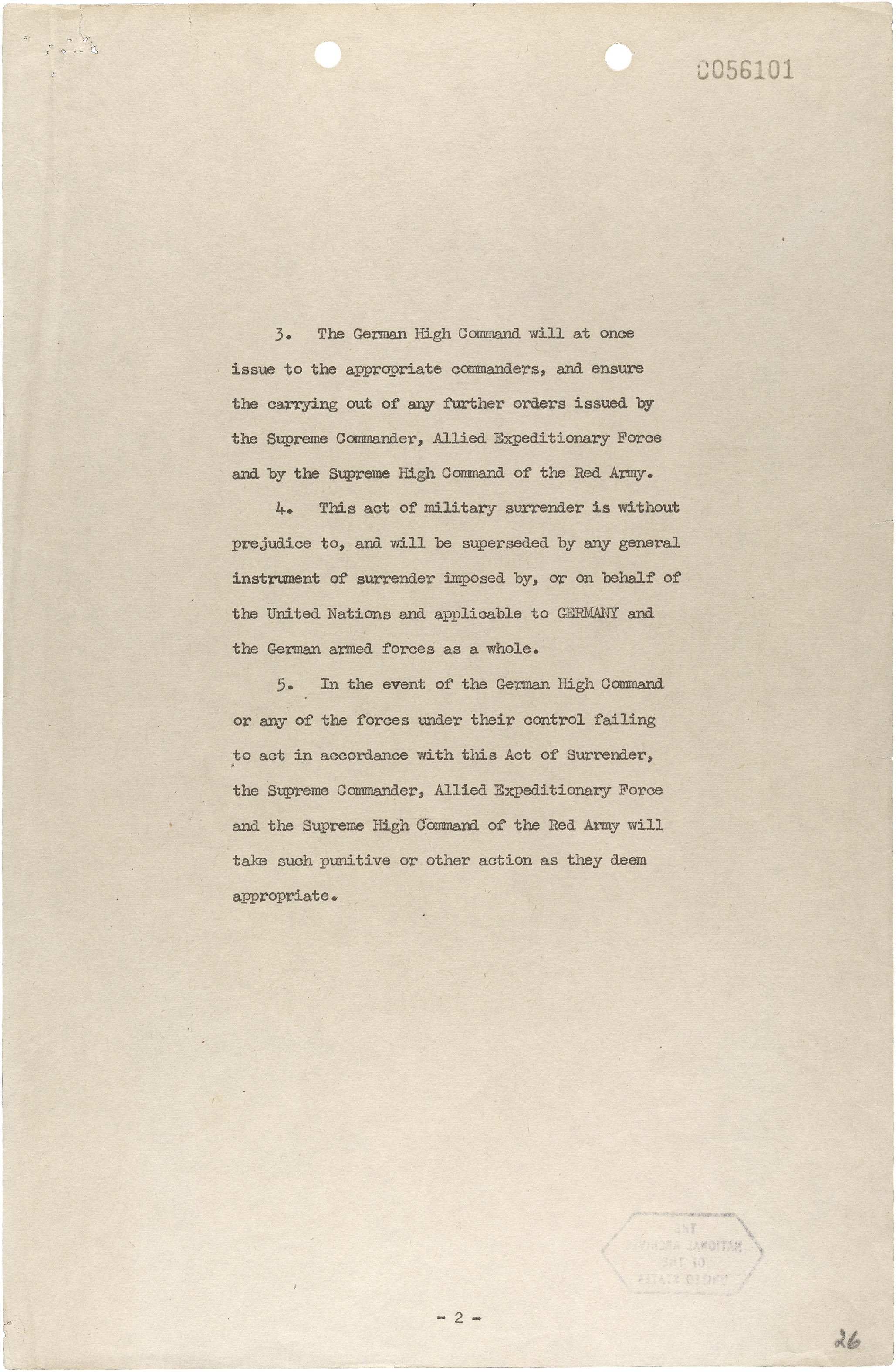
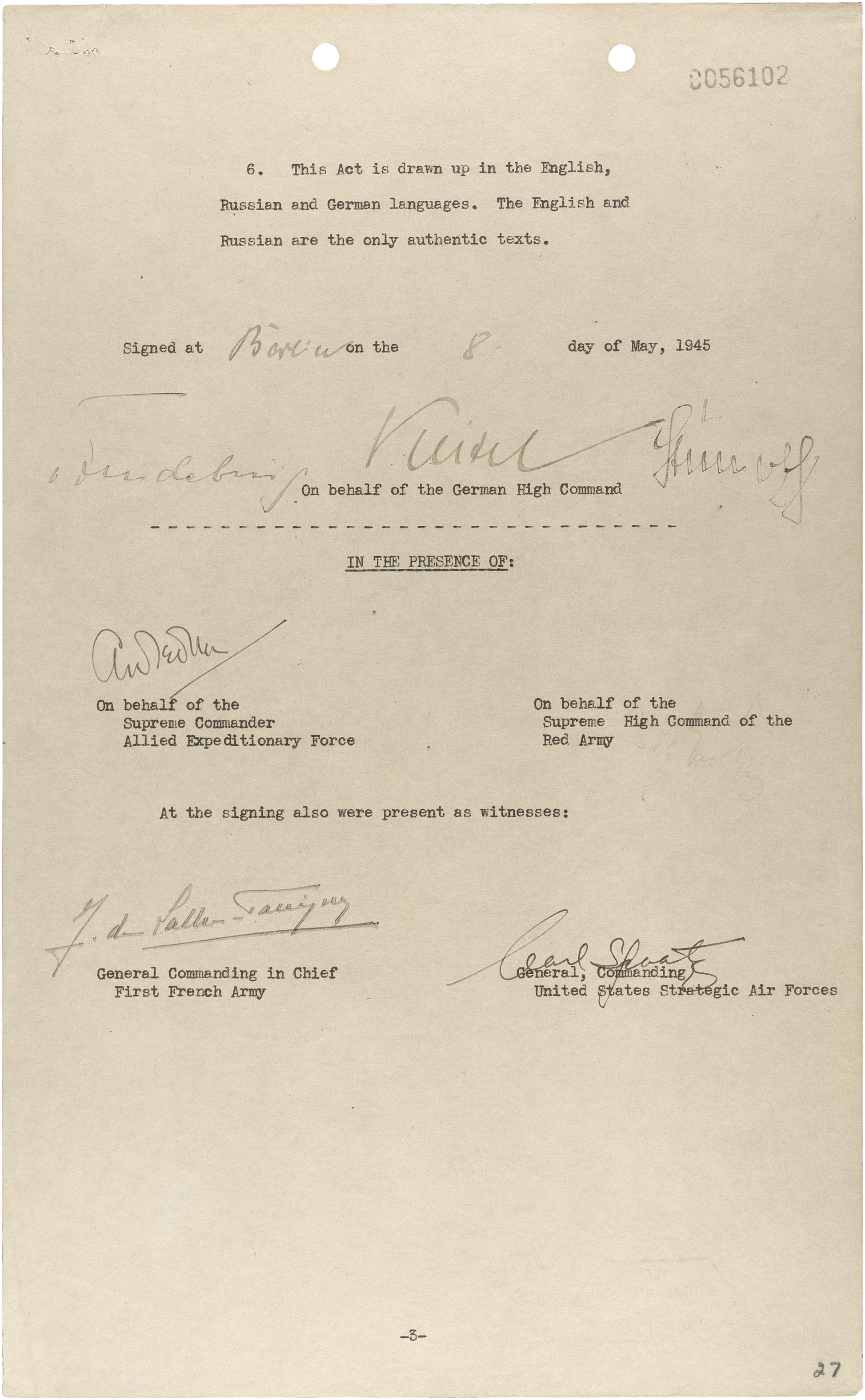

## Chronologie
- 30 avril: suicide d'Hitler dans son bunker.
- 1er mai: suicide de son successeur, Joseph Goebbels, Karl Dönitz investi de fait;
- 1er et 2 mai: série de redditions allemandes dans Berlin;
- 2 mai: Dönitz fixe ses objectifs, combattre encore à l’Est mais négocier des redditions avec les occidentaux[6];
- 2 mai: formation du gouvernement de Flensbourg, la mort d'Hitler annoncée;
- 3 mai: le portrait d'Hitler retiré des bâtiments publics;
- 3 mai: tous les journaux français titrent sur la mort d'Hitler[7];
- 3 mai: le salut nazi interdit dans la Wehrmacht;
- 3 mai: les gardes du camp de Mathausen fuient;
- 3 mai: interdiction des actions du Werwolf, contraires aux lois de la guerre;
- 4 mai: ordre à tous les sous-marins de se rendre;
- 4 mai: Hans-Georg von Friedeburg signe une 1ère capitulation, des armées de Hollande, Danemark et Allemagne du Nord-Ouest;
- 4 mai: les gardes de Mathausen remplacés par d'ex-policiers évacués de Vienne;
- 5 mai: Hans-Georg von Friedeburg amène à Reims  Fritz Poleck et Alfred Jodl;
- 5 mai: libération du camp de Mathausen par 11e DB US;
- 5 mai: Himler et Rosenberg démis de leurs fonctions;
- 6 mai: Dönitz ordonne de renoncer à la politique de la terre brûlée des ordonnances du 19 mars[8].
- 7 mai: première capitulation signée à 2 heures du matin à Reims;
- 8 mai: la capitulation entre en vigueur;
- 8 mai: seconde capitulation signée avec les soviétiques à 22 heures trente.

## Commémoration en France
La loi du 7 mai 1946 prévoit que la commémoration du 8 mai 1945 soit fixée au 8 mai de chaque année, sinon le dimanche suivant.

### Jour férié de 1953 à 1959
Les associations d'anciens combattants réclament la reconnaissance du 8 mai comme jour férié et chômé et organisent leur propre manifestation. L'adoption de la loi no 53-225 du 20 mars 1953 clarifie la situation : le 8 mai est déclaré jour férié (mais non chômé) de commémoration en France. Cela n'empêche pas les cérémonies de revêtir un réel éclat de 1953 à 1958.

### Jour commémoré mais plus férié, de 1959 à 1975
Le président Charles de Gaulle, par le décret du 11 avril 1959, fixe la date de la commémoration au deuxième dimanche du mois de mai, en précisant que seul le 8 mai 1965 sera exceptionnellement férié, pour le 20e anniversaire, afin de limiter le nombre de jours fériés en mai. Puis le décret du 17 janvier 1968 décide que le 8 mai sera commémoré chaque année, à sa date, en fin de journée mais sans rétablir de jour férié.

### Jour ni commémoré ni férié, de 1975 à 1981
En 1975, le président Giscard d'Estaing supprime la commémoration, ce qui suscite un tollé général de la part des associations d'anciens combattants.

### Jour commémoré et férié, depuis 1981
La commémoration mais aussi le jour férié seront rétablis, par la loi no 81-893 du 2 octobre 1981, votée à l'unanimité moins une voix.